# Un coup de rasoir
Un coup de rasoir est une comédie en un acte d'Eugène Labiche publiée en 1881 aux éditions Tresse. Cette saynète figure parfois dans la nomenclature sous le titre Un rasoir anglais .

## Argument
Le jour de son mariage, Anténor se réveille un peu tard. Dans sa précipitation, il se donne un coup de rasoir malencontreux qui retarde son départ. Cet incident lui permet de recevoir une lettre qui le conduit à renoncer à cette union.

## Création et représentations
Une première version de cette pièce, écrite pour le comédien Levassor, est représentée le 1er mai 1852 au Palais-Royal, sous le titre Un rasoir anglais,.
Une nouvelle version, avec de nombreuses variantes, parait en 1881 aux éditions Tresse.
Cette saynète semble être rarement représentée: on a trace d'une représentation en 1889, à la suite de la comédie Un chapeau de paille d'Italie à Étampes et en 1918 à Alger.
La pièce a été adaptée à la télévision en 1977 dans un court métrage de 12-14 minutes réalisé par Pascal Thomas, avec Bernard Ménez dans le rôle d'Anténor  et Jacques Villeret, dans celui du domestique Gavot.